# Tanggeung (plaats)
Tanggeung is een bestuurslaag in het regentschap Cianjur van de provincie West-Java, Indonesië. Tanggeung telt 4029 inwoners (volkstelling 2010).